# Nykøbing Falster Idrætspark
Het Nykøbing Falster Idrætspark (officieel sinds juni 2021 heet dit stadion Lollands Bank Park) is een multifunctioneel stadion in Nykøbing Falster, een stad in Denemarken.
Tussen 21 september 2008 en 31 december 2011 werd het stadion Scandic Live Arena genoemd. Daarna, tussen 10 juli 2012 en 31 juli 2014 heette het Telenor Arena en Enelco Arena vanaf 31 augustus 2014 tot en met 31 december 2016. Tussen 2018 en 2021 droeg het stadion de naam CM Arena. In het stadion is plaats voor 10.000 toeschouwers, waarvan ongeveer 2.000 zitplaatsen zijn. Het recordaantal toeschouwers is 10.689.
Het stadion wordt vooral gebruikt voor voetbalwedstrijden, de voetbalclub Nykøbing FC maakt gebruik van dit stadion. In 2002 werd er van dit stadion gebruikgemaakt voor het Europees kampioenschap voetbal onder 17 van 2002. Er werden drie groepswedstrijden gespeeld.